# Пиляев, Иван Сергеевич
Ива́н Серге́евич Пиля́ев (род. 28 ноября 1985 года, Хабаровск, РСФСР, СССР) — российский политический деятель. Депутат Государственной думы Федерального собрания Российской Федерации VII созыва от Комсомольского одномандатного округа № 70 с 8 сентября 2019 года по 19 сентября 2021 года, избранный во время довыборов 8 сентября 2019 года.

## Биография
Родился 28 ноября 1985 года в Хабаровске. В 2008 году окончил Российский университет кооперации по специальности «Коммерция (торговое дело)». В 2012 году окончил Санкт-Петербургский институт внешнеэкономических связей, экономики и права по специальности «Юриспруденция»
С 2004 по 2005 год — старший методист кафедры гуманитарных социально-экономических дисциплин Российского университета кооперации.
С 2005 по 2009 год — главный специалист производственно-коммерческого отдела ОАО «Росбакалея»
В 2009 году — исполнительный директор по производственно-коммерческой деятельности, а с 2010 по 2019 год — генеральный директор ООО "Компания «Новый Дом».
С 2015 по 2016 годы являлся помощником депутата Законодательной думы Хабаровского края от ЛДПР С. В. Безденежных, работал на общественных началах. Выдвигался в депутаты Хабаровской городской думы, и дважды — в депутаты Законодательной думы, но проигрывал выборы.
С 2018 года - по 2019 гг являлся и о  координатора регионального отделения ЛДПР в Еврейской автономной области. Был кандидатом в депутаты Законодательного собрания ЕАО от ЛДПР, но проиграл выборы, набрав меньше всего голосов в своём округе.
Одержал победу на прошедших 8 сентября 2019 года довыборах в Государственную думу от Комсомольского одномандатного округа № 70: место депутата от этого округа было вакантно с 2018 года, после того, как депутат Сергей Фургал стал губернатором Хабаровского края. По итогам выборов набрал почти 65,6 тыс. голосов избирателей, опередив кандидата от КПРФ Николая Платошкина, а также певицу Вику Цыганову, выдвинутую «Единой Россией».

## Семья
Женат. Есть один ребёнок.